# 富岡八幡宮
富岡八幡宮（とみおかはちまんぐう）は、東京都江東区富岡にある八幡神社。通称で深川八幡宮（ふかがわはちまんぐう）とも称される。
江戸最大の八幡宮であり、8月に行われる祭礼「深川八幡祭り」は江戸三大祭りの一つ。また江戸勧進相撲発祥の神社で、境内には「横綱力士碑」をはじめ大相撲ゆかりの石碑が多数建立されている。

## 祭神
- 主祭神
  - 応神天皇（八幡神）
- 相殿神
  - 神功皇后
  - 仁徳天皇
  - 天照皇大神
  - 常磐社神
  - 武内宿祢命
  - 日本武尊
  - 天児屋根命
  - 竈大神

## 歴史

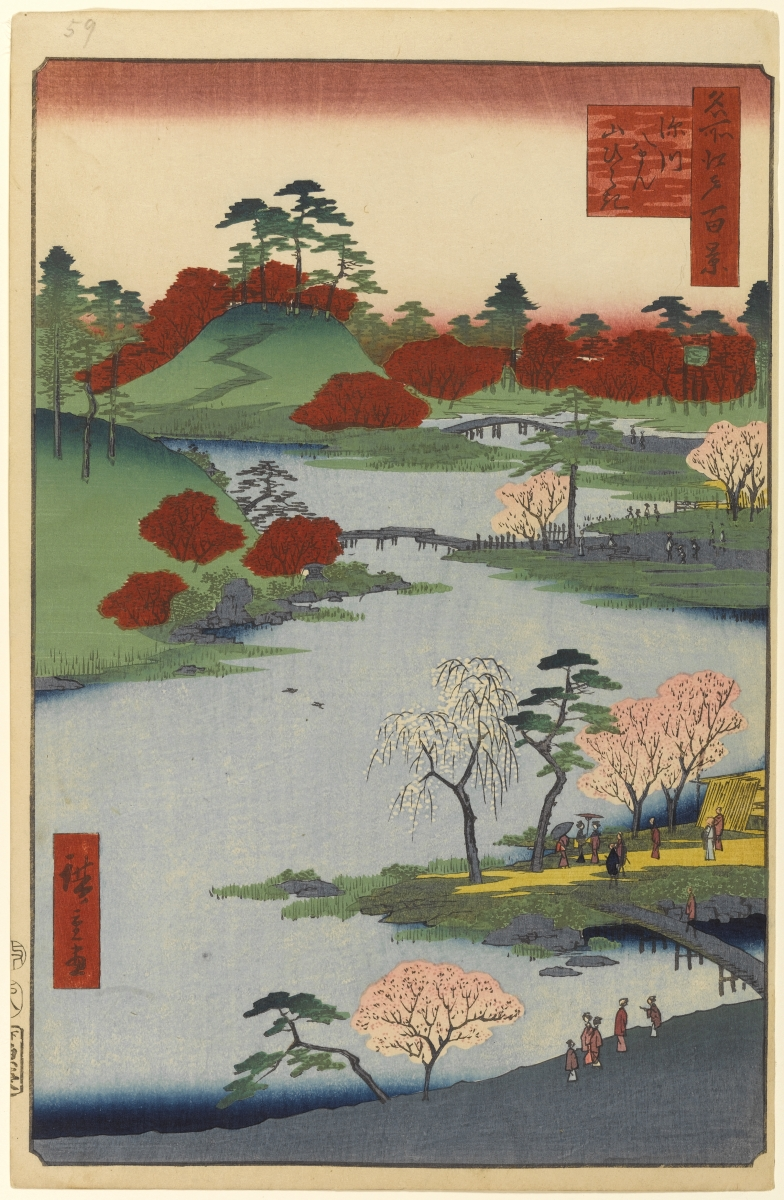
歌川広重『名所江戸百景』より「深川八幡山開き」。春に半月の間「山開き」として永代寺の庭園を一般公開したという。

### 創建
菅原道真の末裔とされる長盛法印（長盛上人）は、京都の僧侶で代々八幡神像を家宝として所有していた。長盛上人はある日、夢に出現した八幡様に当時永代島と呼ばれたこの地に白羽の矢が立つ場所があり、そこに祀るよう神託を受けた。創建当初は「永代嶋八幡宮」と呼ばれ、砂州の埋め立てにより60,508坪の社有地があった。
永代島は未開の地であったが、八幡大神は源氏の氏神であり、これを尊崇した徳川将軍家の保護を受けて急速に発展し、庶民にも「深川の八幡様」として親しまれた。広く美麗な庭園は人気の名所であったという。
なお、長盛法師は同じ地に別当寺院として永代寺も建立している。
当社の周囲には門前町（現在の門前仲町）が形成され、干拓地が沖合いに延びるにつれ商業地としても重要視された。

### 明治・大正
明治維新後の社格は、准勅祭社とされ、同制度の廃止後は記載がない府社とされたが、皇室の尊崇を受け続けた。
永代寺については、神仏分離令によって廃寺。現在の永代寺は、1896年（明治29年）に旧永代寺の塔頭・吉祥院が名前を引き継いだものである。
澤渡敬吉の次男の盛彦が、富岡八幡宮第17代宮司の富岡宣永の娘と結婚し、婿養子となった。

### 昭和以降

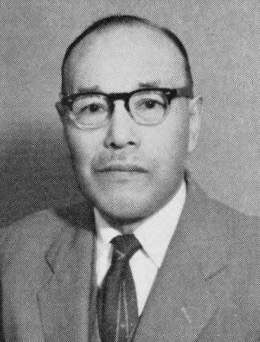
富岡盛彦

1945年（昭和20年）3月10日の東京大空襲により焼失。同年3月18日に、空襲罹災地巡幸のため、昭和天皇が境内を訪れた。戦後、富岡盛彦は神社本庁と茨城県神社庁の設立に奔走した。
1949年（昭和24年）、第17代宮司の富岡宣永が死去。同年、盛彦が第18代宮司に就任。再建に努め、1956年（昭和31年）に現在の社殿が造営される。盛彦は1959年（昭和34年）から1962年（昭和37年）まで神社本庁の事務総長（現在の総長）を務めた。
1974年（昭和49年）9月9日、盛彦が死去。同年、次男の富岡興永が第19代宮司に就任。
1994年（平成6年）10月、富岡興永が体調を崩し宮司を退任。1995年（平成7年）3月、興永の長男の富岡茂永が第20代宮司に就任。
2001年（平成13年）5月、茂永は金遣いの荒さや女癖の悪さなどが問題視され、宮司を解任された。先代の興永が宮司として復帰。1億2000万円の退職金と月額30万円の年金を手に入れた茂永は神職を手放し、福岡県宗像市に移り住んだ。2006年（平成18年）1月、茂永は、当時富岡八幡宮の禰宜を務めていた姉の富岡長子に対する脅迫罪の容疑で逮捕された。
2010年（平成22年）10月、興永が体調を崩し宮司を退任。2012年（平成24年）、長子は宮司代務者に就任。富岡八幡宮の責任役員会は、長子の宮司昇進を求める要望書を計4回、神社本庁に提出したが認められなかった。

### 神社本庁を離脱
2017年（平成29年）5月29日、富岡八幡宮は責任役員会を開き、神社本庁からの離脱を決議した。同年9月28日付で神社本庁から正式に離脱して単立神社となり、長子が第21代宮司に就任した。別表神社の神社本庁離脱は、2010年（平成22年）の気多大社、2013年（平成25年）の梨木神社に続くものであり、神社本庁のトップまで務めた有力神社の離脱として話題となった。
同年12月7日、富岡茂永とその妻は境内北東の通用門付近で待ち伏せし、富岡長子と長子の運転手を日本刀で襲い、長子は死亡し、運転手は重傷を負った。茂永は妻を殺害した後に自殺した。事件の2日後の12月9日、富岡八幡宮は緊急の責任役員会議を開催し、宮司の補佐や代理を務めていた権宮司の丸山聡一を宮司代務者にすることに決めた。
2018年（平成30年）6月28日、丸山は第22代宮司に就任した。かつて長子が住居として使用していた敷地内の洋館は同年中に解体された。

## 境内

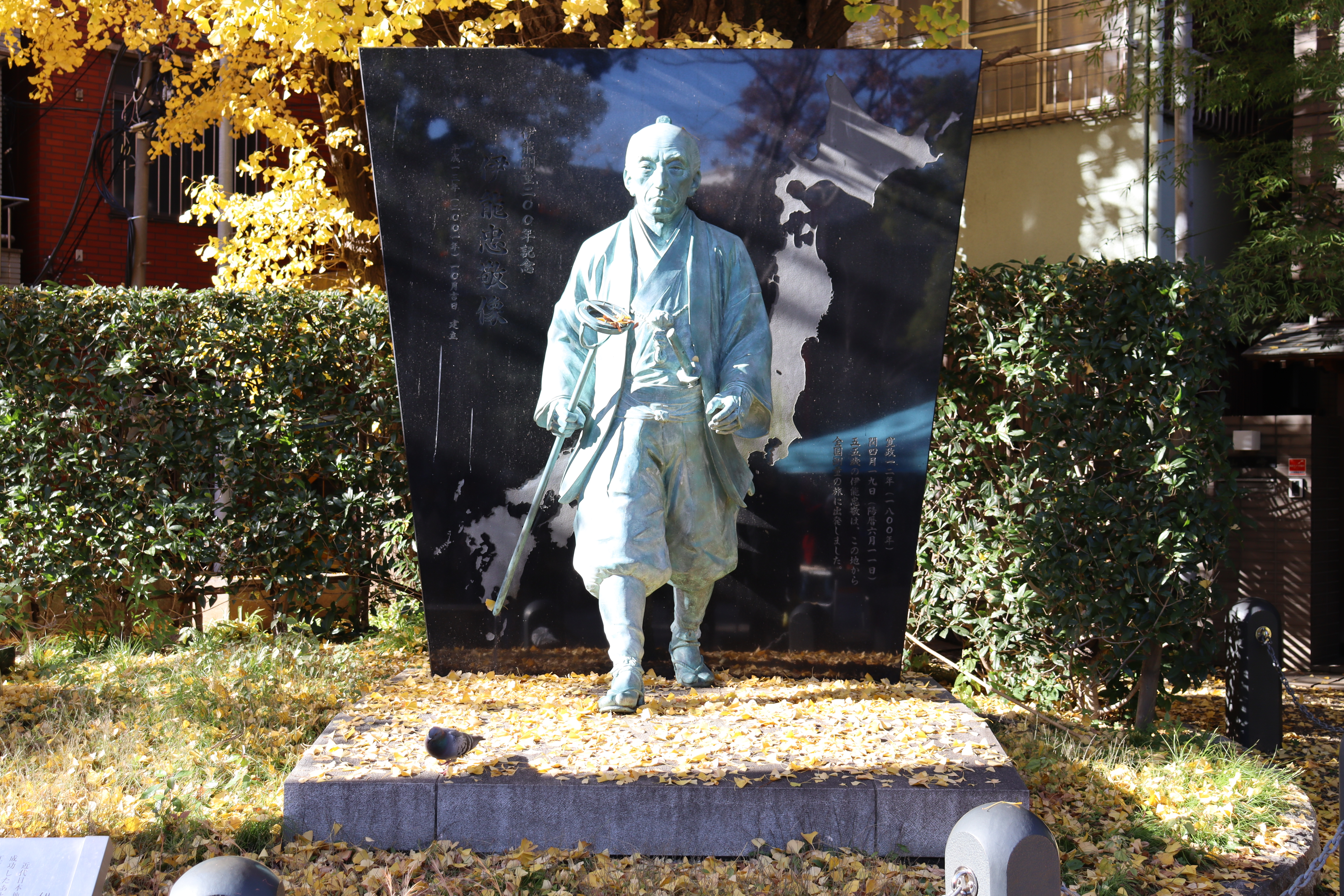
境内にある伊能忠敬の像

- 社殿
社殿は、1683年（天和3年）に焼失し、1703年（元禄16年）には地震により損壊し、1923年（大正12年）の関東大震災でも損壊し、さらに空襲でも被害を受けるなどし、再建や修復を繰り返した。現在の社殿は1956年（昭和31年）に造営され、鉄筋コンクリートを使用した、「重層型準八幡造り」となっている。
- 末社
  - 七渡神社・粟島神社 - 七渡神社[注 2]は七渡弁天と親しまれる地主神で、八幡宮が創祀される以前から祀られている。
  - 車析社・客神社
  - 野見宿禰神社 - 江戸勧進相撲発祥の地であることから、相撲の始祖である野見宿禰を祀っている。
  - 住吉社
  - 聖徳太子社
  - 天満天神社
  - 祖霊社・花本社 - 花本社は深川にゆかりの深い松尾芭蕉を御祭神としている。
  - 永昌五社稲荷神社
  - 鹿島神社・大鳥神社
  - 恵比須社・大黒社 - 恵比須社は深川七福神の恵比須さまである。
  - 富士浅間社・金刀比羅社
- 昭和天皇の記念碑
社殿が空襲を受けた後の1945年（昭和20年）3月18日、被災地を視察した昭和天皇が[5]侍従長・藤田尚徳に「今度の場合は[注 3]、はるかに無残な感じだ。コンクリートの残骸などが残っているし、一段と胸が痛む。悲惨だね。侍従長！ これで東京もとうとう焦土になったね。」と語ったことを記念したものである。
- 伊能忠敬の銅像
江戸時代の測量家である伊能忠敬は、当時深川界隈に居住し、測量に出かける際は、安全祈願のため富岡八幡宮に必ず参拝に来ていたことから、2001年（平成13年）に当社境内に銅像が建立された。
- 資料館
富岡八幡宮の歴史をはじめ深川や木場の歴史にまつわる資料が展示されている。
- 力持碑
東京都指定無形民俗文化財および江東区登録無形民俗文化財となっている民俗芸能「深川の力持」を記念した石碑。
- 木場の角乗碑
東京都指定無形民俗文化財および江東区登録無形民俗文化財となっている民俗芸能「木場の角乗」を記念した石碑。

## 祭礼

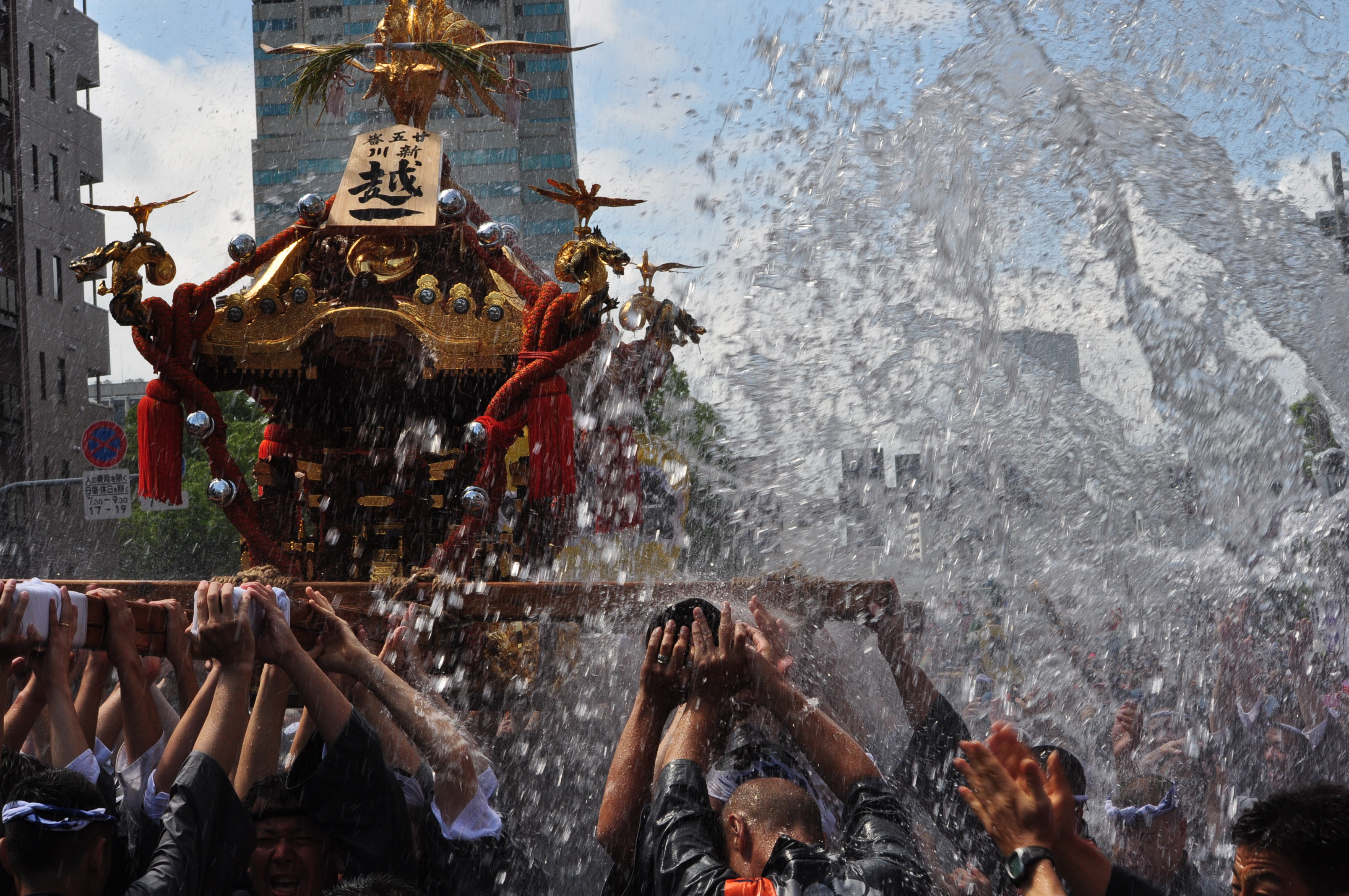
深川八幡祭での水かけ神輿（2012年8月11日撮影）

祭礼である通称「深川八幡祭り」は、毎年8月15日を中心に行われ江戸三大祭りの一つに数えられる。「わっしょい、わっしょい」の伝統的な掛け声と別名「水かけ祭り」と別称される通り、沿道の観衆から担ぎ手に清めの水が浴びせられる。3年に1度、八幡宮の御鳳輦が渡御を行う年は本祭りと呼ばれ、各町の大人神輿50数基が勢ぞろいして連合渡御が行われる。
- 表参道の神輿庫には2基の御本社神輿が飾られている。1991年（平成3年）に奉納された御本社一の宮神輿は台輪幅5尺（1.5メートル）、屋根の幅9尺3寸（2.9メートル）、高さは4メートルを優に超え、かつぎ棒を含めると4.5トン、鳳凰の胸には7カラットのダイヤモンドをはじめ、装飾の各所に宝石を配している[17]。「日本一の黄金神輿」とも呼ばれる[18]。あまりにも重すぎるため、一度しか担がれたことがない。

- 1997年（平成9年）、祭りで担ぐために御本社二の宮神輿が製作され[17]、本祭りの翌年に氏子各町を渡御している。

## 年中行事
- 1月
  - 元旦 - 歳旦祭
- 2月
  - 節分 - 節分祭
  - 8日 - 粟島神社献針祭
- 6月
  - 17日 - 七渡神社例祭
  - 30日 - 大祓式
- 7月
  - 1日 - 富士浅間神社例祭
- 8月
  - 15日 - 例祭
- 11月
  - 月中 - 七五三祝祭
  - 酉の日 - 酉の市
- 12月
  - 31日 - 大祓式

他、各末社の例祭日がある。

## 相撲とのかかわり

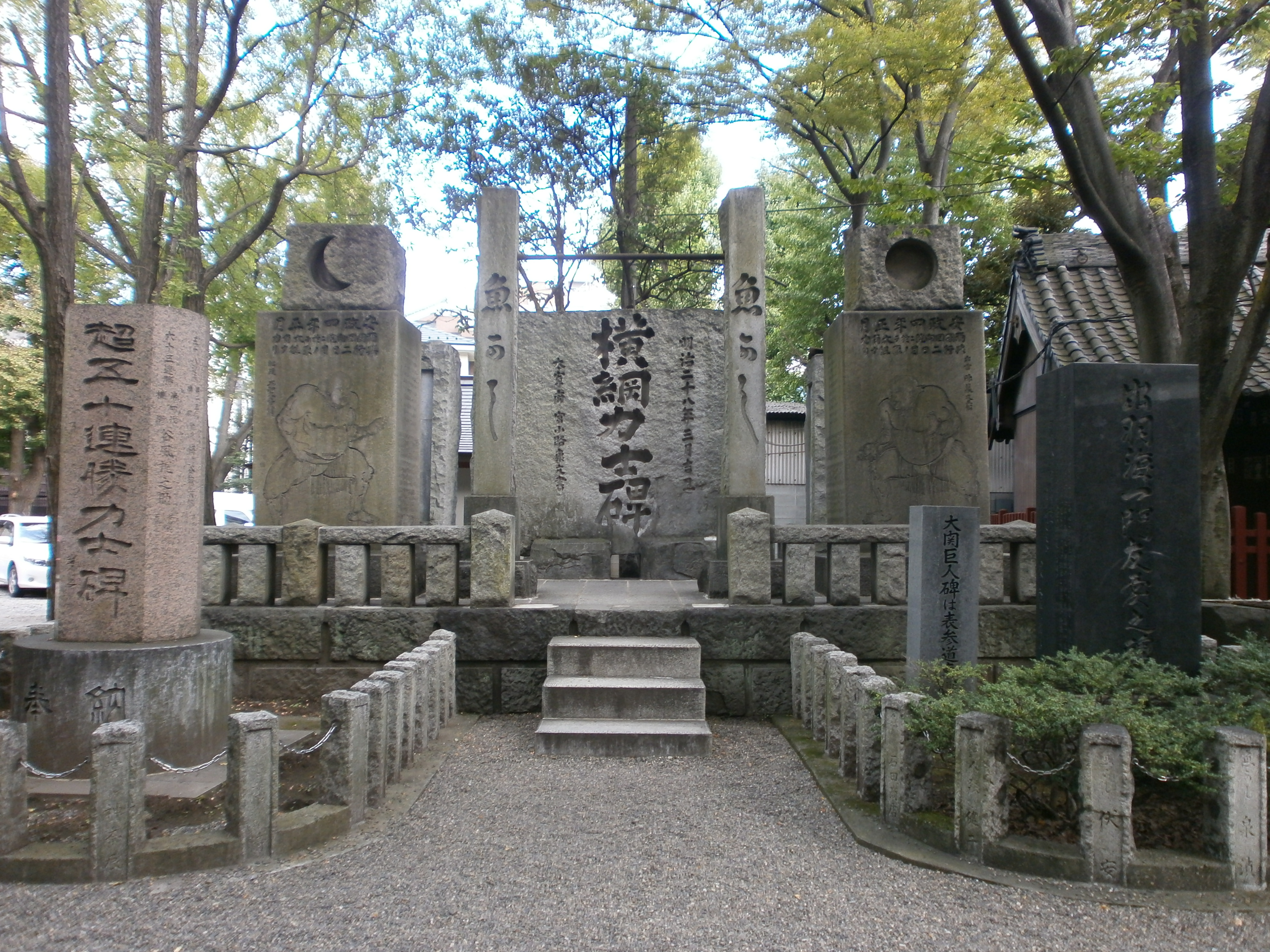
歴代横綱碑

富岡八幡宮は1684年（貞享元年）に初めて寺社奉行の許しを得て勧進相撲が行われた、江戸勧進相撲（現在の大相撲の前身）発祥の神社として知られ、現在でも新横綱誕生の折には境内で横綱力士碑刻印の儀や奉納土俵入りなどの式典が執り行われるほか、相撲にまつわる数々の石碑が建つ。
2021年2月には第73代横綱（当時は関脇）照ノ富士春雄が夫人と結婚式を挙げた。師匠の伊勢ヶ濱（第63代横綱旭富士正也）もこの神社で結婚式を挙げている。
- 横綱力士碑
- 超五十連勝力士碑
- 出羽海一門友愛之碑
- 大関力士碑
- 巨人力士身長碑
- 釈迦ヶ嶽等身碑
- 強豪関脇力士碑
- 巨人手形・足形
- 野見宿禰神社（境内・末社の項参照）

## 歴代宮司
| 代   | 氏名     | 就任          | 退任          | 備考                                             |
| ---- | -------- | ------------- | ------------- | ------------------------------------------------ |
| 16代 | 富岡有永 |               |               |                                                  |
| 17代 | 富岡宣永 |               | 1949年        |                                                  |
| 18代 | 富岡盛彦 | 1949年        | 1974年9月9日  | 在職中に死去。                                   |
| 19代 | 富岡興永 | 1974年        | 1994年10月    |                                                  |
| 20代 | 富岡茂永 | 1995年3月     | 2001年5月     | 素行の悪さが問題視され解任。                     |
| 19代 | 富岡興永 | 2001年5月     | 2010年10月    |                                                  |
| --   | （空席） | --            | --            | 神社本庁が富岡長子の宮司就任を認めなかったため。 |
| 21代 | 富岡長子 | 2017年10月    | 2017年12月7日 | 富岡茂永に殺害された。                           |
| 22代 | 丸山聡一 | 2018年6月28日 | 現職          |                                                  |

## 氏子地域
- 江東区青海
- 江東区有明
- 江東区石島
- 江東区永代
- 江東区枝川一丁目
- 江東区越中島
- 江東区扇橋一丁目
- 江東区木場二～五丁目
- 江東区清澄
- 江東区佐賀
- 江東区塩浜一丁目
- 江東区東雲
- 江東区白河
- 江東区新木場一丁目
- 江東区千石一丁目
- 江東区辰巳
- 江東区東陽
- 江東区富岡
- 江東区豊洲
- 江東区平野
- 江東区福住
- 江東区深川
- 江東区冬木
- 江東区古石場
- 江東区牡丹
- 江東区三好
- 江東区門前仲町
- 中央区日本橋箱崎町
- 中央区新川
- 港区台場

## 交通アクセス
- 東京メトロ東西線、都営大江戸線：門前仲町駅から徒歩6分。
- 都営バス:「富岡一丁目」バス停から徒歩2分。

## ギャラリー

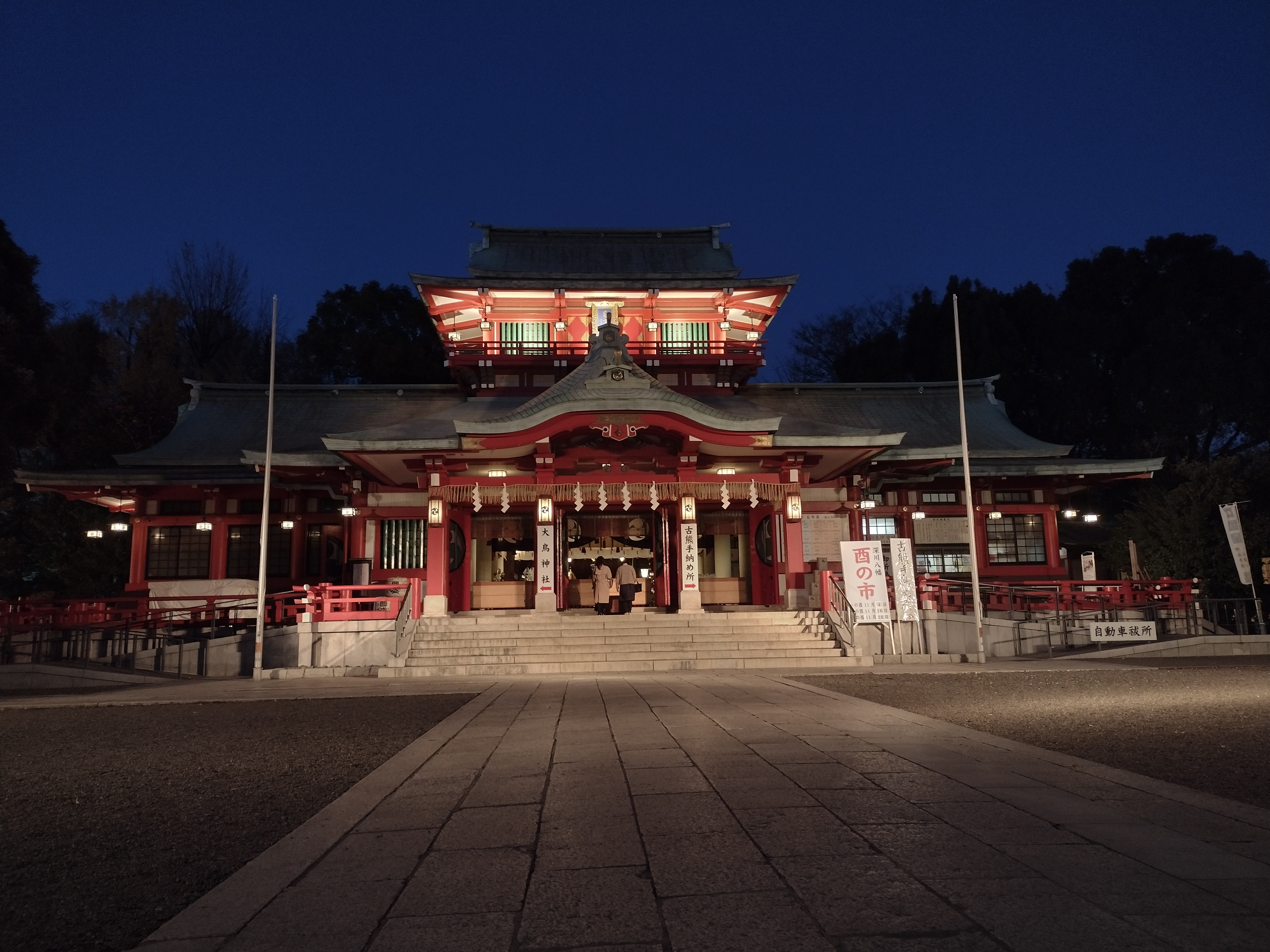
夜になるとライトアップされる（2022年11月撮影）
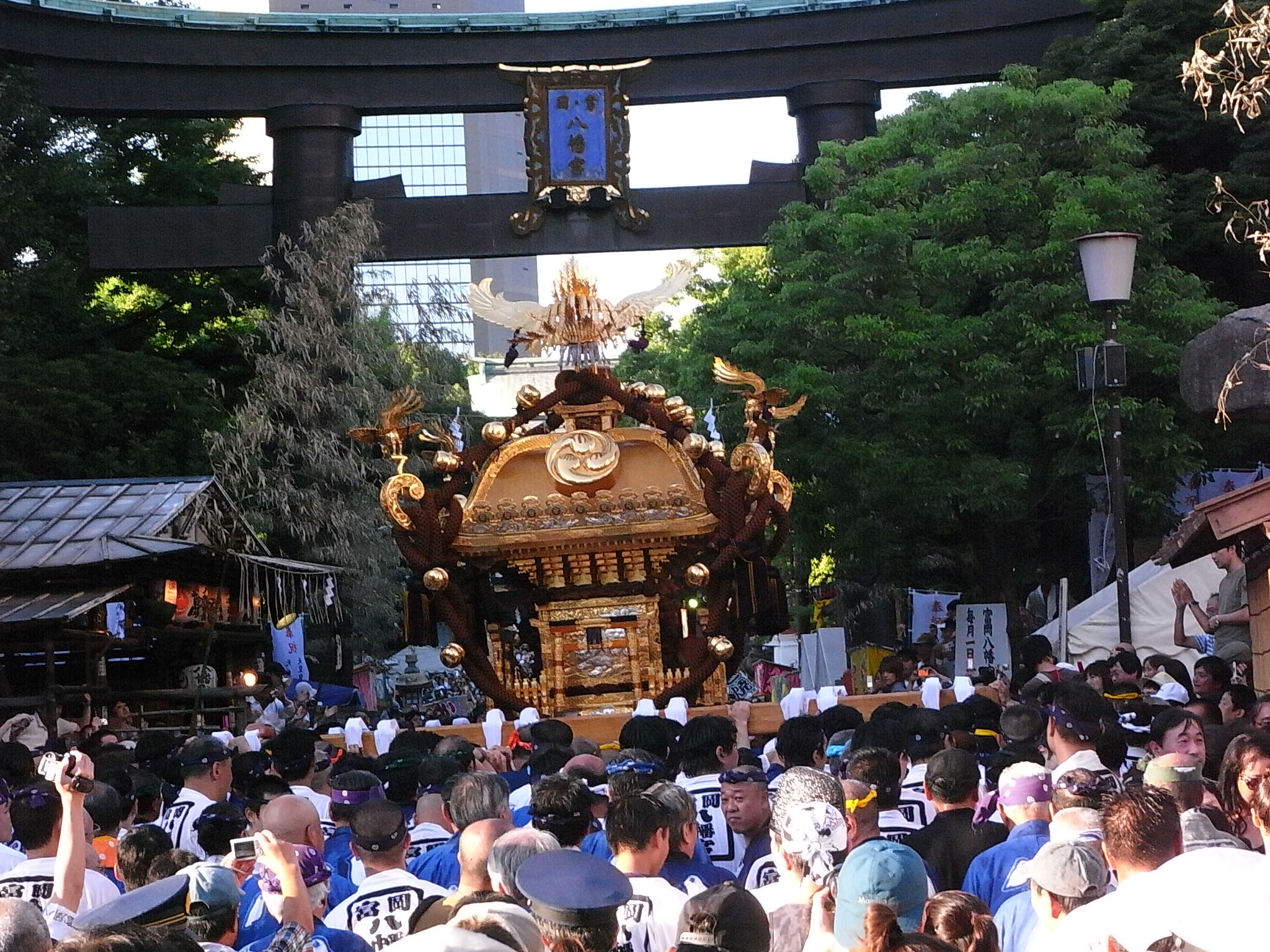
深川祭 御本社祭り 御本社二の宮神輿（重量約2トン）（2009年8月撮影）
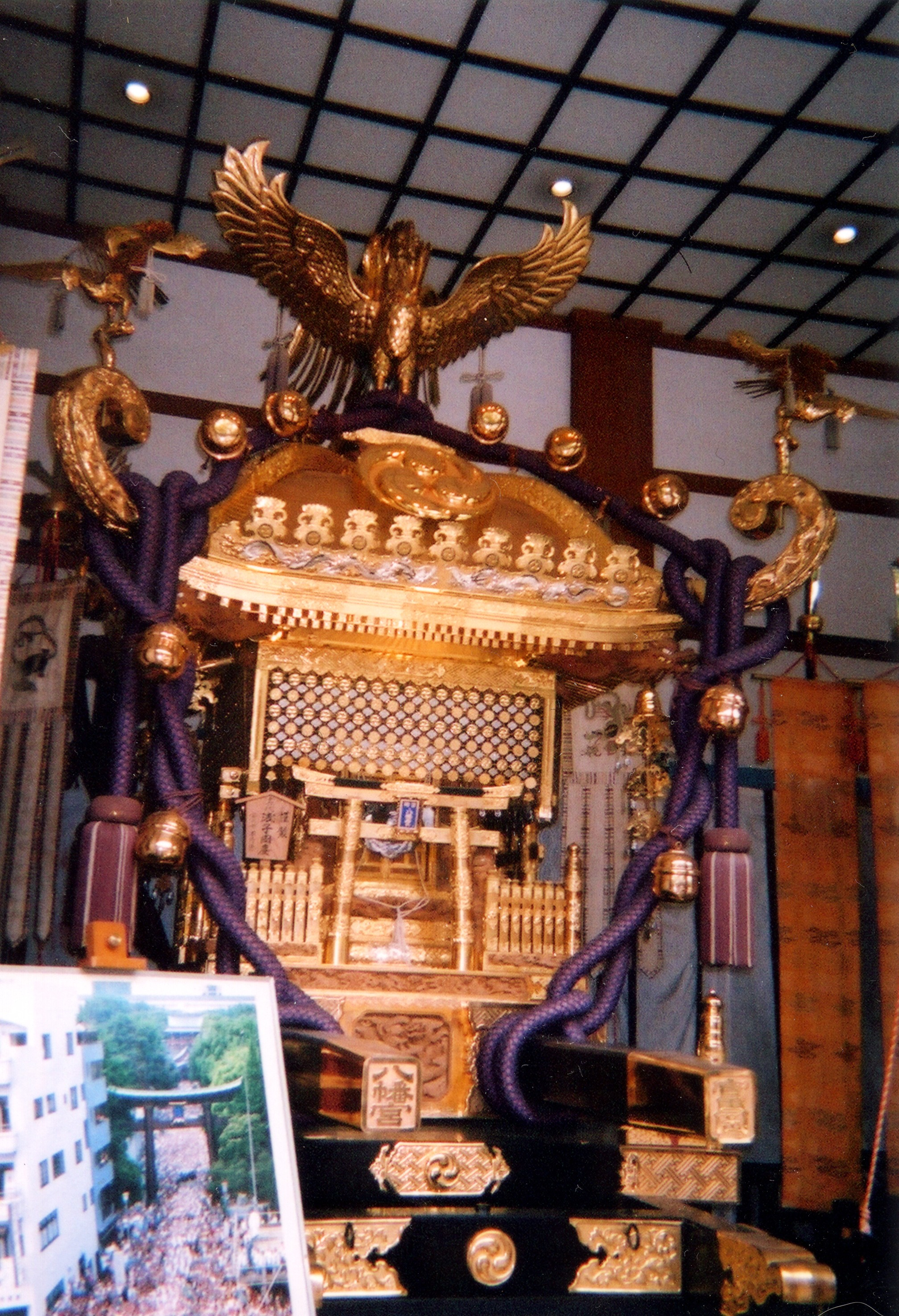
御本社一の宮神輿。日本最大とされる。
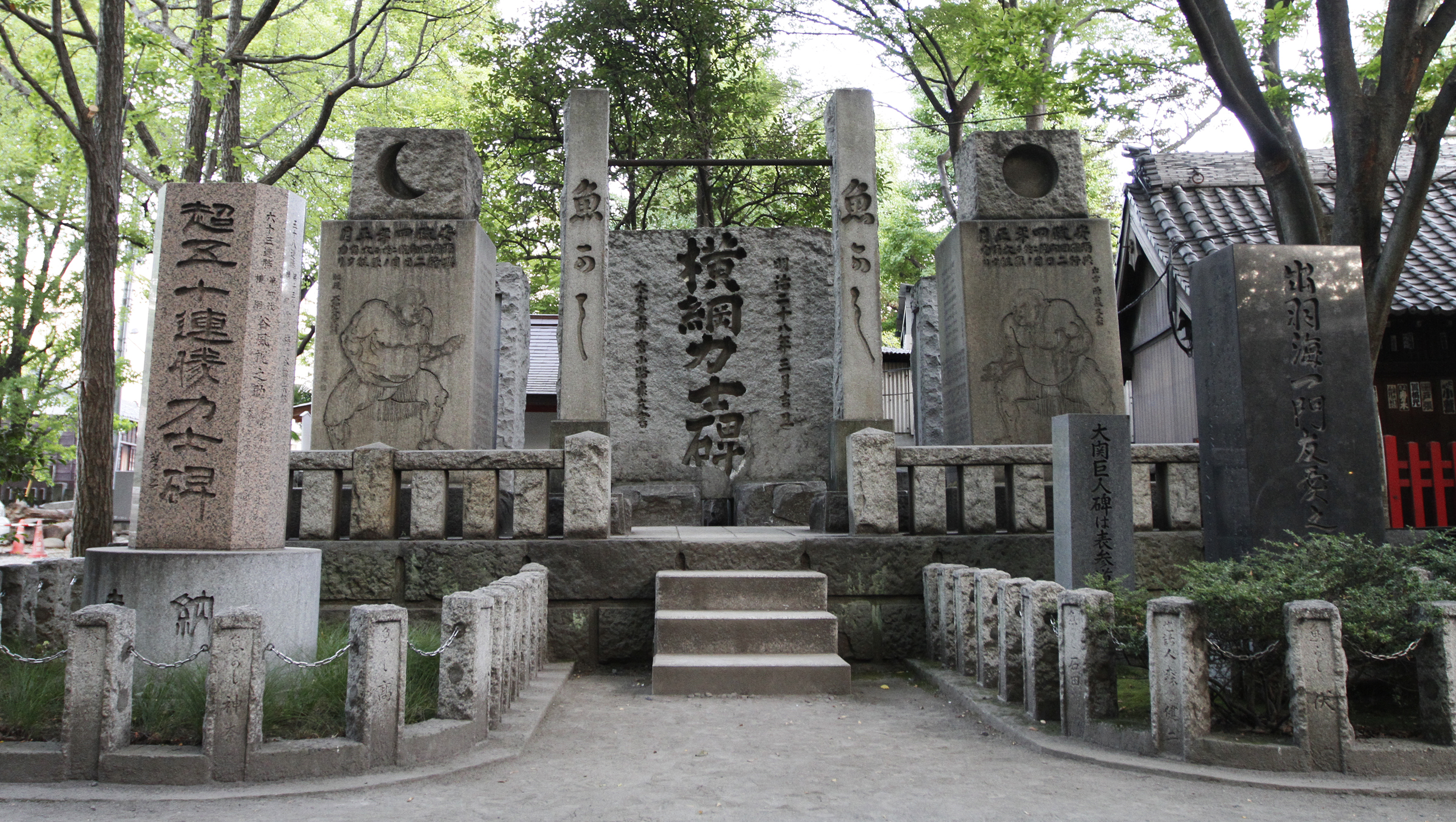
左から超五十連勝力士碑・横綱力士碑・出羽海一門友愛之碑
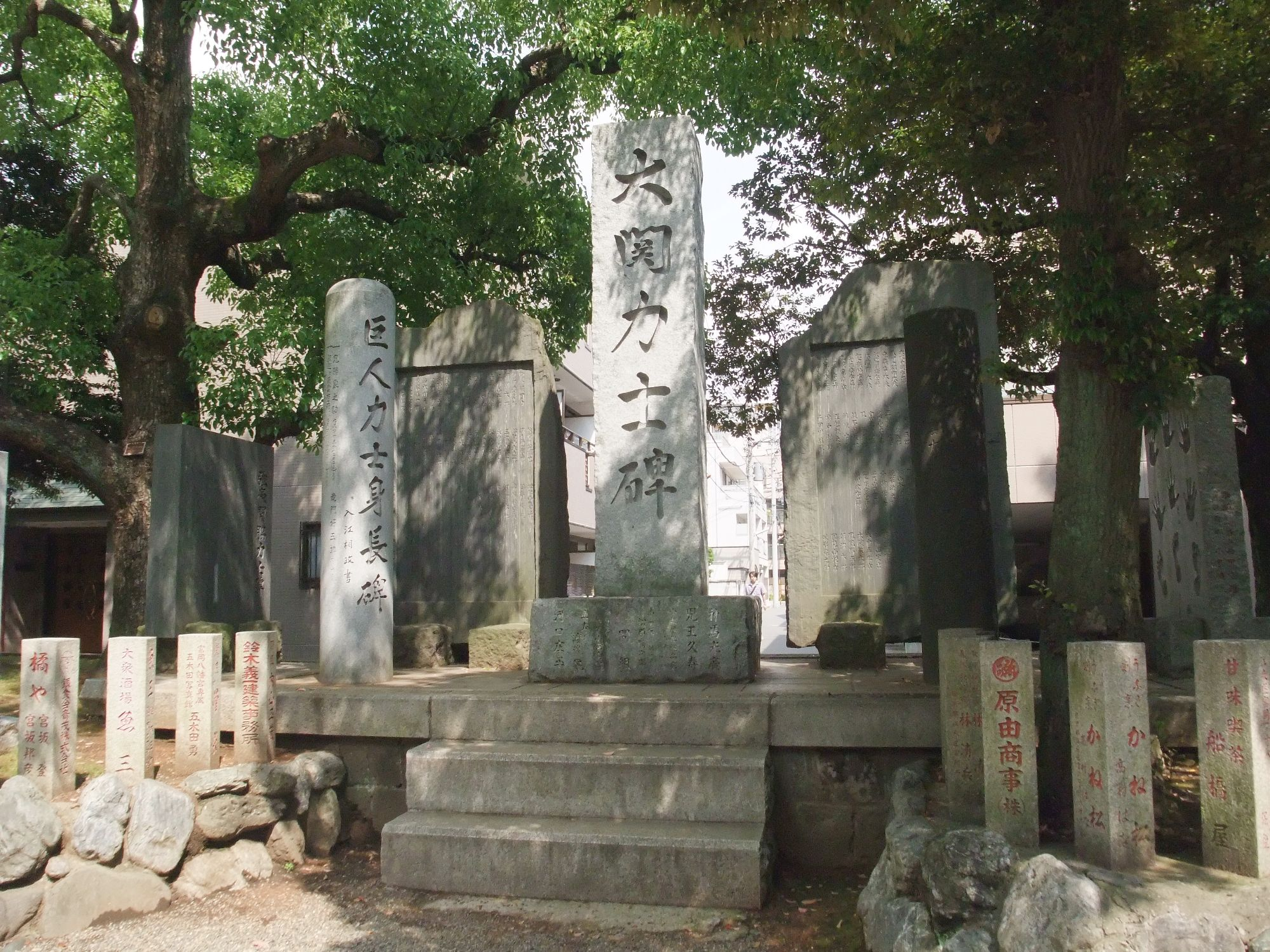
大関力士碑ほか